# ماکیتا
ماکیتا (به ژاپنی: マキタ株式会社) در سال ۱۹۱۵ به عنوان یک شرکت خصوصی فروش و تعمیرات ابزار برقی در استان آیچی ژاپن تحت نام ماکیتا دنکی سِی ساکوشو (牧田電機製作所) توسط ماسابورو ماکیتا تأسیس شد. پس از چندین سال آزمایش و ارتقاء فناوری خود در سال ۱۹۳۵ اولین موتور ساخت خود را به اتحاد شوروی صادر کرد. در دسامبر سال ۱۹۳۸ شرکت به‌طور رسمی تحت نام شرکت برق کاری ماکیتا ثبت شد.

## ۱۹۵۸؛ اولین‌های ماکیتا
در سال ۱۹۴۵ ماکیتا کارخانه خود را برای اجتناب از بمباران، به شهر سومیوشی جابجا کرد. در سال ۱۹۵۵ جوجیرو گوتو بر روی صندلی ریاست شرکت تکیه زد و دو سال بعد این شرکت اولین ابزار حرف برقی خود، رنده را تولید کرد. در همین سال با تولید اولین شیار زن سیار جایگاه خود را به عنوان متخصص ابزار برقی در بازار یافت. تا پایان سال ۱۹۶۲ ارّه گرد بر و دریل نیز به ابزار تولید شده توسط این شرکت اضافه شدند. در سال ۱۹۶۹ این شرکت اولین ابزار شارژی خود یعنی D۶۵۰۰ را تولید کرد. به دنبال این موفقیت ماکیتا در سال ۱۹۷۰ دفتر خود را در ایالات متحده آمریکا گشود.

## فناوری جدید موتور براشلس
ماکیتا اولین ابزار براشلس خود را برای صنایع دفاعی و هوایی در سال ۲۰۰۴ تولید کرد. این ابزار برای طول مدت کار، قدرت و سرعت بیشتر طراحی شدند به همین علت ابزار ماکیتا انتخاب خوبی برای مونتاژهای دقیق بودند. در سال ۲۰۰۹ ماکیتا این فناوری کارامد را با ابزار ۱۸ ولتی در اختیار بقیه پیمانکاران گذاشت.

## َشرکت‌های زیر مجموعه
شرکت ماکیتا در سال ۲۰۰۲ خط تولید محصولات ارزان قیمت خود را برای فروش در بازارهای آسیایی خارج از ژاپن تحت نام Maktec در چین راه اندازی کرد. محصولات Maktec نام برند ماکیتا را یدک می‌کشند و بنا به گفتهٔ این شرکت با کاهش هزینه‌های تولید، محصول نهایی را با قیمتی ارزان‌تر ولی بدون هیچ افت کارایی نسبت به محصولات ماکیتا ارائه می‌کند.

## تاریخ‌های کلیدی
- ۱۹۱۵ - تأسیس شرکت ماکیتا الکتریک در آیچی ژاپن
- ۱۹۵۸ - تولید اولین ابزار برقی با معرفی رنده برقی مدل ۱۰۰۰
- ۱۹۷۸ - تولید اولین دریل شارژی با باتری نیکل کادمیوم مدل ۶۰۱۰D
- ۱۹۸۱ - تولید اولین محصول بادی، میخ زن بادی مدل AN۵۰۰۰ و کمپرسور باد مدل AC۶۰۰۱
- ۱۹۹۶ - تولید اولین دریل و پیچ گوشتی شارژی با باتری نیکل – هیدرید فلز مدل ۶۲۱۳D
- ۲۰۰۲ - احداث خط تولید برند Maktec در چین جهت فروش در بازارهای آسیایی غیر از ژاپن
- ۲۰۰۵ - ساخت دریل روتاری چکشی با سیستم ضد لرزش مدل HR4011C
- ۲۰۱۰ - تولید دریل و پیچ گوشتی شارژی مدل TD133D با موتور براشلس